# Bataille de Kheng-Nettah
 (janvier 2012).
Si vous disposez d'ouvrages ou d'articles de référence ou si vous connaissez des sites web de qualité traitant du thème abordé ici, merci de compléter l'article en donnant les références utiles à sa vérifiabilité et en les liant à la section « Notes et références ».
Conquête de l'Algérie
La bataille de Kheng-Nettah  (en arabe : معركة خنق نطاح), porte le nom du lieu où l'émir Abdelkader affronta pour la première fois, en juin 1832, les troupes françaises. Le combat s'est déroulé aux portes d'Oran (Algérie), près d'un détroit qui a donné son nom à cette bataille.